# Traction hippomobile
Ne doit pas être confondu avec la traction hippique.
La traction hippomobile, plus rarement appelée traction chevaline ou traction équestre, est l'utilisation de chevaux comme force de traction des véhicules.  
Un cheval, comme tout animal à quatre pattes, peut tirer sur de longues distances un objet lourd s'il glisse (un traineau sur la neige), s'il roule (wagon par exemple) et bien plus lourd encore s'il est flottant (péniche).

## Histoire

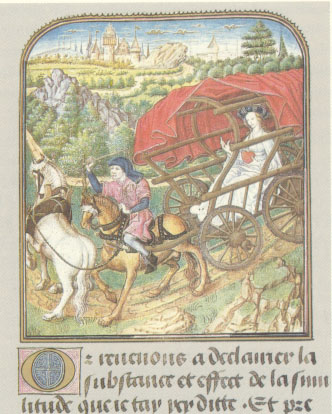
Chariot tiré par deux chevaux attelés avec des colliers d'épaule (vers 1460).

La traction animale est sans doute utilisée depuis la Préhistoire, et pour des charges lourdes notamment depuis l'invention de la roue (qui peut être remplacée par un traîneau dans la neige). 
- Le chariot médiéval typique est une voiture à quatre roues, avec une couverture sur arceau pour le protéger de la pluie ou du soleil le cas échéant. La forme traditionnelle des roues et châssis a peu évolué depuis l'âge du bronze et il est très probable que le pivotement de l'essieu avant soit rudimentaire. Une suspension (sur les chaînes) est présente sur certaines illustrations et comptes rendus écrits du XIVe siècle puis largement utilisé au XVe siècle[1]. Les chariots ont été largement utilisés par l'aristocratie (dont pour transporter les femmes), et pourraient avoir parfois été minutieusement décorés puis dorés. Ces voitures étaient souvent à quatre roues et tirées par un attelage de deux à quatre chevaux. Le bois et le fer en sont les principaux matériaux ainsi que parfois le cuir brut.
- Un autre progrès fut l'établissement des relais de poste, où les diligences pouvaient remplacer, à intervalles réguliers, leurs chevaux fatigués par des chevaux frais. Cela leur permit d'assurer une vitesse moyenne allant jusqu'à 120 kilomètres par jour. Ce mode de transport connut son apogée vers 1850, mais les Romains l'utilisaient déjà sur certaines voies romaines.
- Les routes furent longtemps (voir l'histoire du pavage des routes) en terre, et peu utilisables l'hiver par temps pluvieux, le transport par la voie d'eau fut donc développé parallèlement quand il était possible, permettant de faire tirer une charge importante (péniche de 30 à 40 m parfois) par un même animal.

Avant la révolution industrielle la traction hippomobile a été largement utilisée, dans tous les domaines : 
- pour les activités militaires (et ils paieront un lourd tribut à la Première Guerre mondiale[2]) ;
- pour l'agriculture ;
- pour les transports (transport de personnes, de marchandises, de matériel militaire, la traction de l'artillerie, etc.).

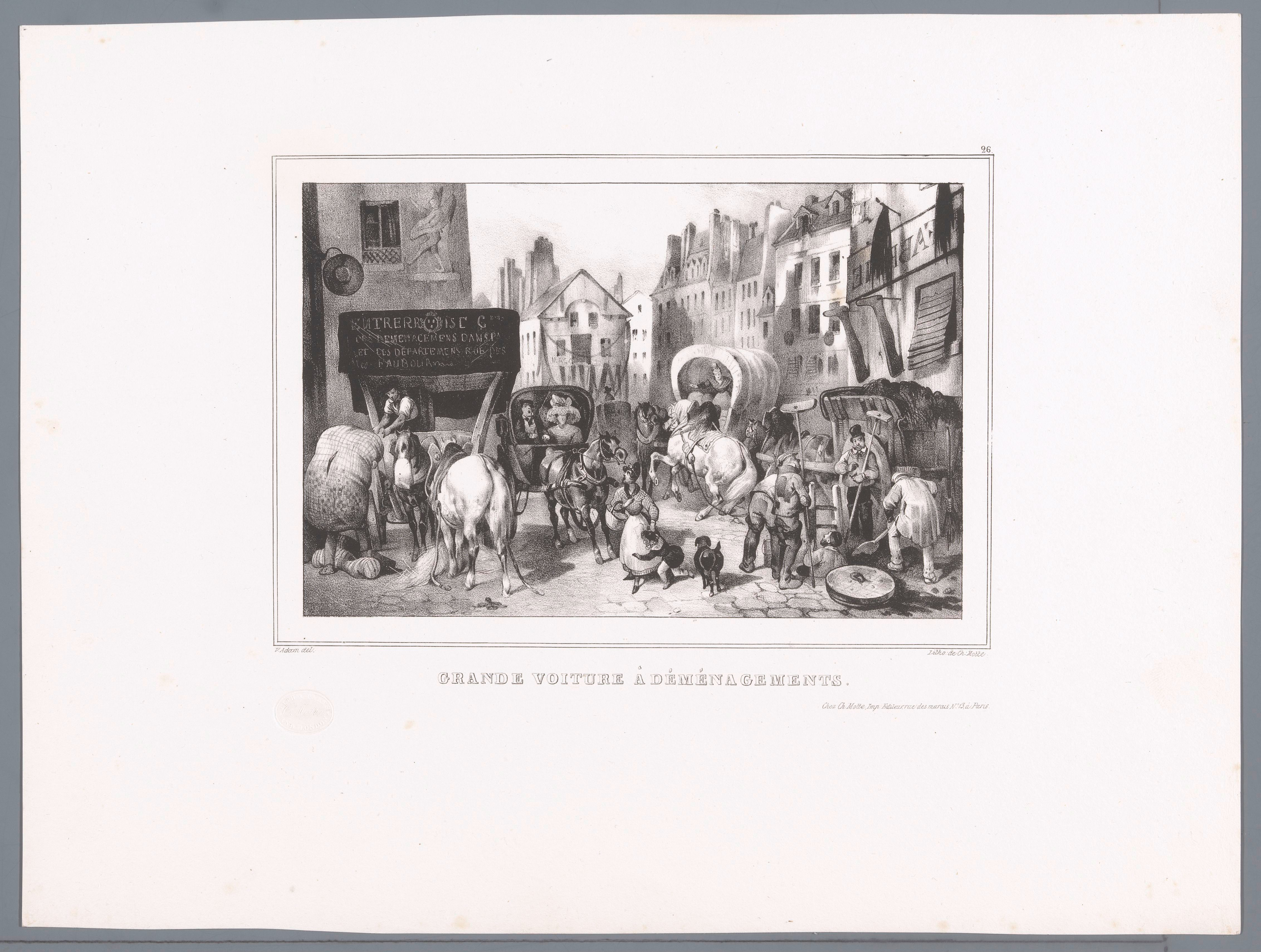
Le cheval dans la circulation urbaine : Grande voiture de déménagement, gravure de Charles Motte, 1830.

Au début de la révolution industrielle, le cheval est encore très présent, par exemple pour les omnibus (transportant 
dizaine de passagers à environ 8 à 9 km/h), la traction hippomobile sur rail et sur chemins de halage, ainsi que dans les transports publics urbains (parisiens notamment,), puis très rapidement, l'invention du moteur et de l'automobile rend les solutions hippomobiles apparemment caduques. 
De nos jours, ce mode de traction a fortement régressé dans les pays dits « développés » où son utilisation principale se cantonne aux loisirs, au tourisme, au sport et à certaines courses hippiques ou à la reproduction de moyens anciens de transport. Elle est cependant encore beaucoup utilisée dans le tiers monde, y compris en ville dont au Sénégal où l'on comptait encore environ 434 000 chevaux en 1993 (dont près de 80 % dans le bassin arachidier),. 
Elle connait un regain d'intérêt dans certaines villes souhaitant se passer de véhicules motorisés pour le transport de personnes ou de biens.

## Sélection et adaptations
Les besoins de la traction hippomobile ont donné lieu au développement de races de « chevaux de trait » sélectionnées pour cette utilisation, avec des animaux utilisés en mer (pour collecte du goémon par exemple) ou sous terre (chevaux de mines).

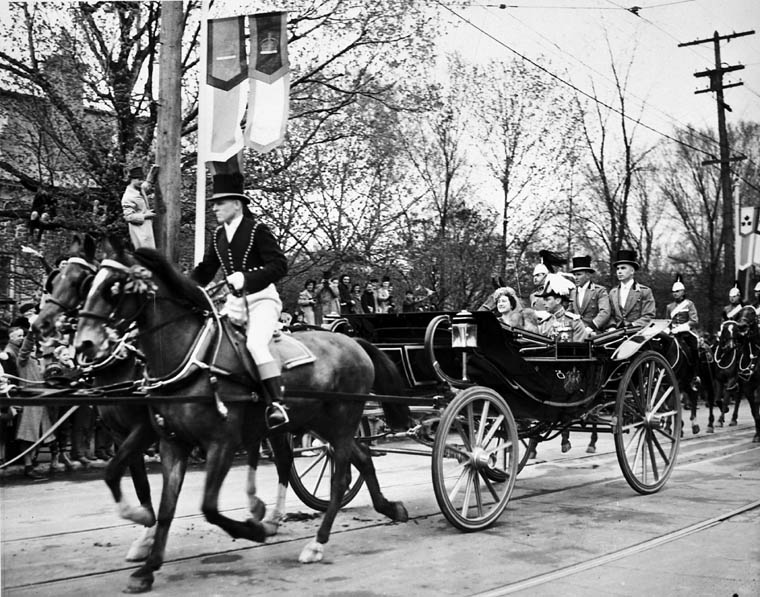
Le roi du Royaume-Uni George VI et la reine consort Élisabeth au Canada en 1939.

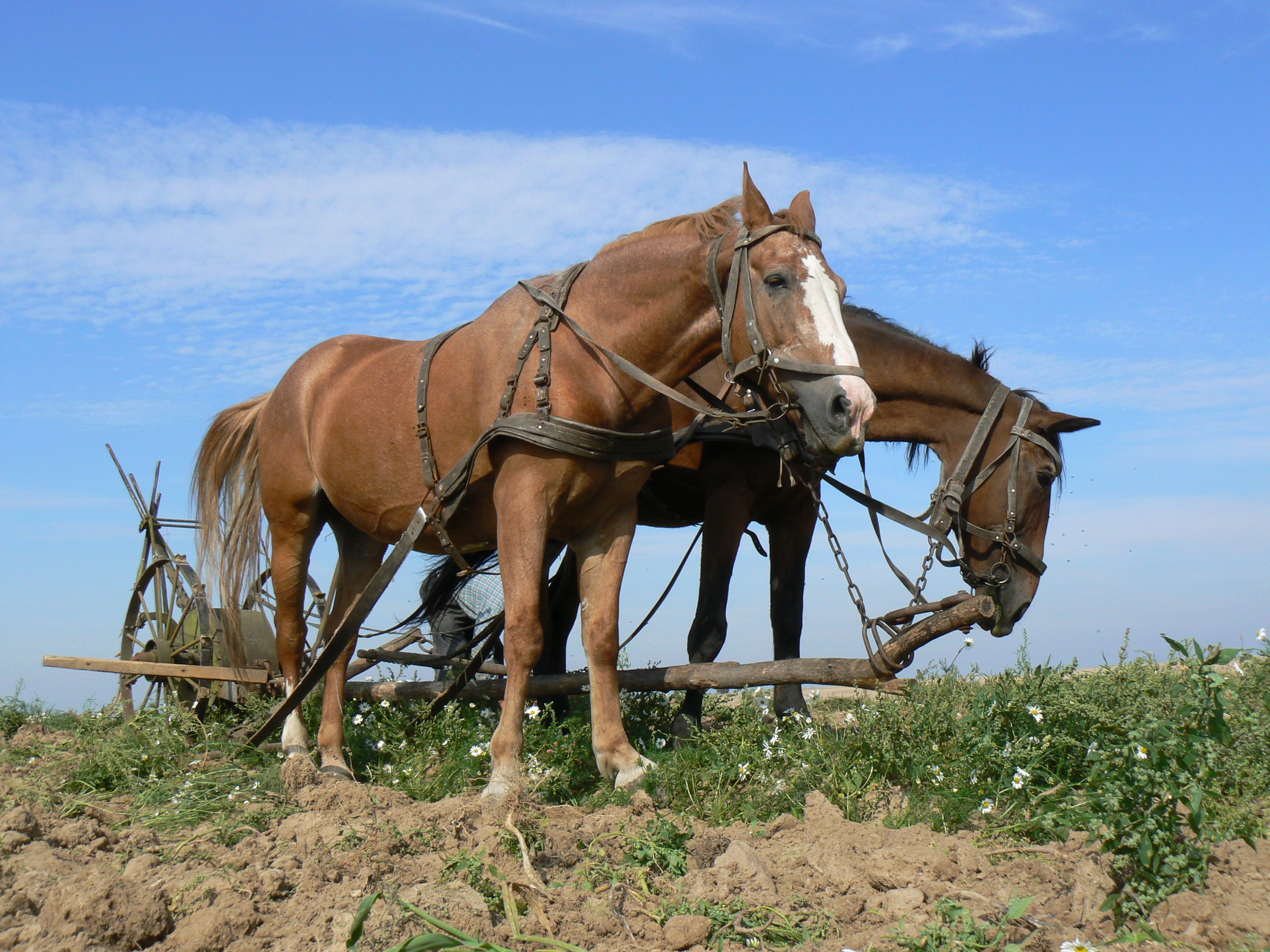
La traction hippomobile a été parmi les plus utilisées en agriculture

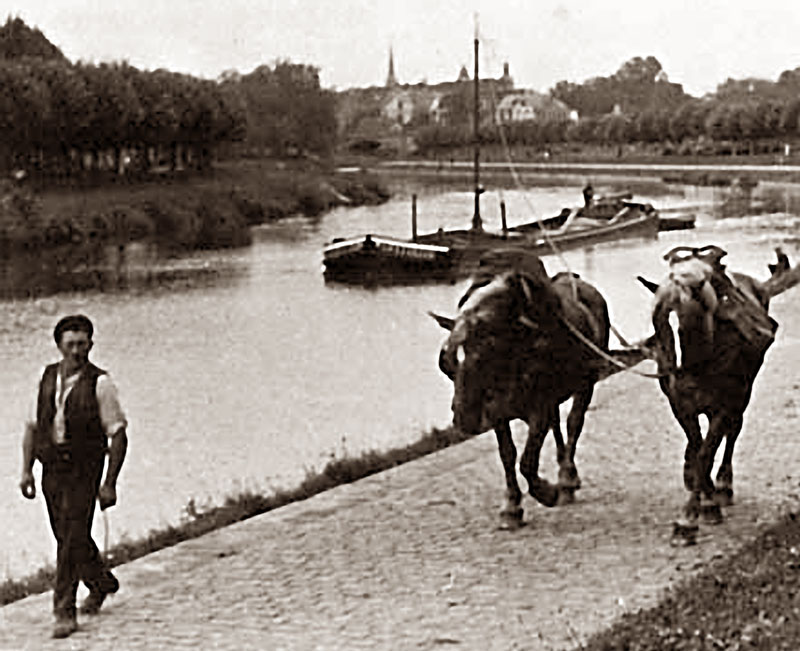
Un seul cheval tire des dizaines de tonnes sur l'eau avec un effort modéré, une fois la péniche lancée et en absence de vent contraire (Allemagne, années 1880).

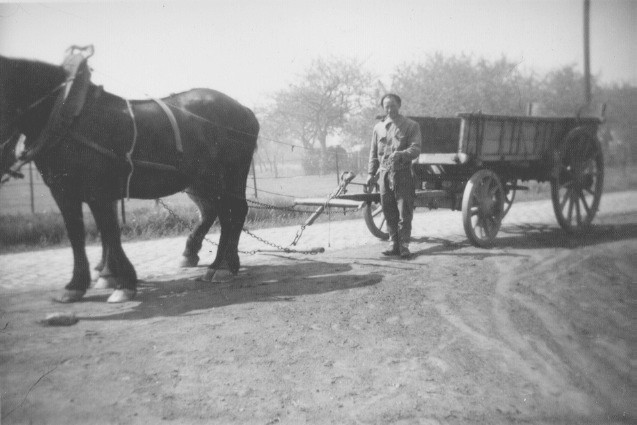
Là où ne prédominait pas la traction bovine, la traction chevaline fut la principale méthode de traction jusqu'après la Seconde Guerre mondiale ; ci-dessus en 1946.

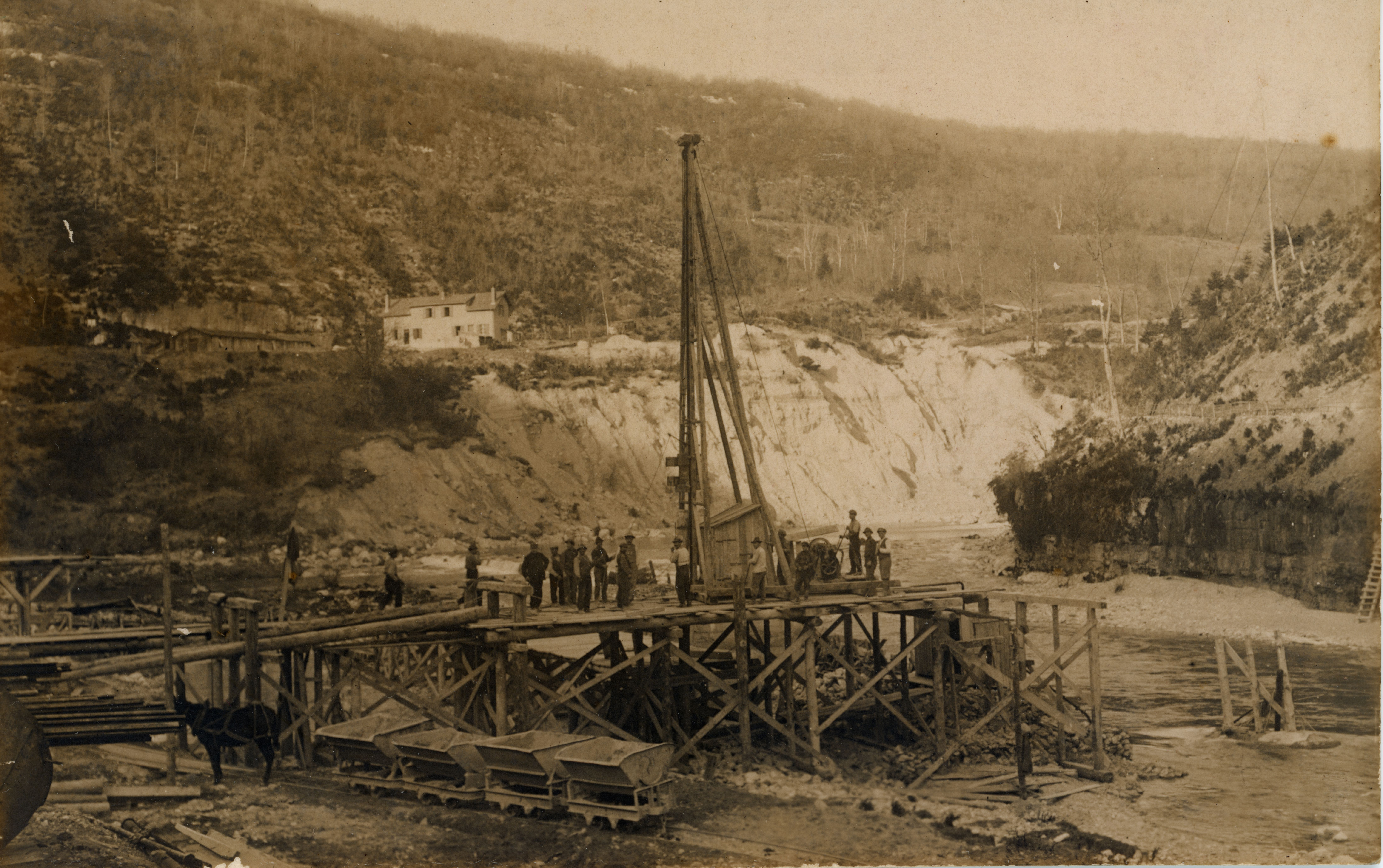
Traction hippomobile sur rails sur un chantier de construction (1922).

## Utilisation en agriculture
L'utilisation des chevaux en agriculture s'est largement développée au XIXe siècle et pendant la première moitié du XXe siècle, qui ont vu le développement d'une mécanisation adaptée au cheval. Puis elle a presque complètement disparu dans les pays développés avec la motorisation (tracteurs, motoculteurs, machines automotrices…). Cela a permis d'augmenter de façon sensible la productivité de l'agriculture dans ces pays grâce à l'augmentation de puissance ainsi permise et, parallèlement, par la libération des surfaces consacrées à l'alimentation des chevaux (culture d'avoine notamment).
La traction hippomobile est cependant toujours utilisée quoique marginalement pour certaines productions agricoles particulières : viticulture, maraîchage, débardage du bois.
Ce mode de traction reste vivace dans les pays du tiers monde où il est même souvent promu en raison des hausses de productivité qu'il permet par rapport au travail manuel de la terre.
Voir Traction animale

## Dispositifs pouvant être tractés
- Véhicules : voir Liste des véhicules hippomobiles
- Agriculture :
  - charrue ;
  - charrue brabant ;
  - tombereau ;
  - charrette ;
  - faucheuse ;
  - moissonneuse ;
  - moissonneuse-lieuse ;
  - râteau à foin.
- Chantiers :
  - wagons.
- Transport de personnes :
  - diligence ;
  - omnibus ;
  - tramway.
- Transport fluvial :
  - Chaland par voie de halage.